# Giro del Friuli 2011
Il Giro del Friuli 2011, trentatreesima ed ultima edizione della corsa, si è disputato il 3 marzo 2011 e ha affrontato un percorso totale di 187,2 km. La vittoria è andata al colombiano José Serpa, che ha terminato in 4h47'28".

## Percorso
La corsa, partita da Piazza XX Settembre a Pordenone, ha lasciato Pordenone per attraversare l'udinese ed arrivare in corso Italia, a Gorizia, sede del traguardo. Nel finale l'insidia maggiore era la salita di San Floriano.

## Squadre e corridori partecipanti
Al via si sono presentate ventun squadre ciclistiche, composte da otto corridori ciascuna. Unica eccezione per la Sava che ne ha portati sette. Delle ventun formazioni solo 7 hanno licenza da "UCI Pro Tour", sei squadre rientrano nella fascia "UCI Professional Continental Team" e le restanti nella "UCI Continental Team". Partecipano sia il vincitore dell'edizione 2008, Mirco Lorenzetto, sia il detentore Roberto Ferrari.
| N.    | Cod. | Squadra                   |
| ----- | ---- | ------------------------- |
| 1-8   | AND  | Androni Giocattoli        |
| 9-16  | LIQ  | Liquigas-Cannondale       |
| 17-24 | AST  | Astana                    |
| 25-32 | LAM  | Lampre-ISD                |
| 33-40 | BMC  | BMC Racing Team           |
| 41-48 | SBS  | Saxo Bank-Sungard         |
| 49-56 | KAT  | Katusha Team              |
| 57-64 | ASA  | Acqua e Sapone            |
| 65-72 | FAR  | Farnese Vini-Neri Sottoli |
| 73-80 | GEO  | Geox-TMC                  |
| 81-88 | TT1  | Team Type 1               |

| N.      | Cod. | Squadra                   |
| ------- | ---- | ------------------------- |
| 89-96   | DER  | De Rosa-Ceramica Flaminia |
| 97-104  | COG  | Colnago-CSF Inox          |
| 105-112 | ADR  | Adria Mobil               |
| 113-120 | RAR  | Radenska                  |
| 121-127 | SAK  | Sava                      |
| 129-136 | LOB  | Loborika Team             |
| 137-144 | OHT  | Ora Hotels-Carrera        |
| 145-152 | PER  | Perutnina Ptuj            |
| 153-160 | AMO  | Amore & Vita              |
| 161-168 | MIE  | Miche-Guerciotti          |

## Resoconto degli eventi
Partono 163 dei 168 iscritti. Dopo circa 30 km si sgancia una "fuga bidone" di 31 corridori tra cui Serpa, Lorenzetto, Štangelj, Nicki Sørensen, Brutt e "Patxi" Vila. La maggior parte dei corridori sono dell'Androni Giocattoli (3), della Liquigas (3), dell'Astana (3), della Lampre-ISD (3) e soprattutto della Saxo Bank-Sungard (5). I fuggitivi si "sgretolano" quando la corsa giunge nella parte finale, nel Collio, con la selettiva salita di San Floriano. Vila attacca sulla salita cercando di portarsi qualche compagno ma senza riuscirci, infatti viene lasciato da solo in testa alla gara. Successivamente Serpa sfodera due attacchi: il primo avviene nella prima parte della salita mentre il secondo sulla cima, a pochi metri dal GPM. Serpa con la sua azione riesce a trascinarsi Pavel Brutt e i due collaborano fino all'ultimo km: la volata è vinta da Serpa che si aggiudica questa edizione del Giro del Friuli.

## Ordine d'arrivo (Top 10)
| Pos. | Corridore       | Squadra       | Tempo    |
| ---- | --------------- | ------------- | -------- |
| 1    | José Serpa      | Androni Gioc. | 4h47'28" |
| 2    | Pavel Brutt     | Katusha       | s.t.     |
| 3    | Nicki Sørensen  | Saxo Bank     | a 5"     |
| 4    | Maciej Paterski | Liquigas      | a 8"     |
| 5    | Simon Špilak    | Lampre-ISD    | s.t.     |
| 6    | Grega Bole      | Lampre-ISD    | a 25"    |
| 7    | Simon Clarke    | Astana        | s.t.     |
| 8    | Matteo Tosatto  | Saxo Bank     | s.t.     |
| 9    | Francisco Vila  | De Rosa       | a 27"    |
| 10   | Gorazd Štangelj | Astana        | a 31"    |